# Hamnet Shakespeare
Hamnet Shakespeare (Stratford-upon-Avon, 2 de fevereiro de 1585 — Stratford-upon-Avon, 11 de agosto de 1596, data do sepultamento) era o único filho homem de William Shakespeare e Anne Hathaway, irmão gêmeo de Judith Quiney.
Morreu aos 11 anos, as causas de sua morte são desconhecidas. Alguns estudiosos dizem que a morte de Hamnet levou seu pai a escrever Hamlet. No entanto, a maioria dos estudiosos desconsideram esse tipo de especulação, pois, apesar de à época os nomes Hamlet e Hamnet serem usados de forma intercambiável, é mais provável que Hamlet seja uma variante de Amleto ou Amleth, personagem de uma lenda escandinava similar à obra de Shakespeare. No entanto, há a ideia de que a dor pela perda do filho permeia a essência de Hamlet e que possa ter influenciado outras obras do “Bardo de Avon”.